# From Chaos
From Chaos — шестой студийный альбом американской группы альтернативного рока 311, вышедший 19 июня 2001 года.

## Об альбоме
From Chaos записан в декабре 2000 года — марте 2001 года на Калифорнийской студии The Hive. Официальное издание также включает в себя интервью с группой. Четыре песни, входящие в дополнение (B-Sides) к альбому, можно встретить в сборнике Enlarged to Show Detail 2. Альбом и песня «Amber», вышедшая как сингл, получили сертификаты золотого диска от RIAA.

## Список композиций
| №                   | Название              | Автор(ы)                 | Длительность |
| ------------------- | --------------------- | ------------------------ | ------------ |
| 1.                  | «You Get Worked»      | Hexum, Sexton, Martinez  | 2:51         |
| 2.                  | «Sick Tight»          | Hexum, Martinez          | 2:44         |
| 3.                  | «You Wouldn't Beleve» | Hexum, Martinez          | 3:40         |
| 4.                  | «Full Ride»           | Hexum, Sexton, Martinez  | 3:07         |
| 5.                  | «From Chaos»          | Hexum, Martinez          | 3:15         |
| 6.                  | «I Told Myself»       | Hexum, Sexton, Martinez  | 4:10         |
| 7.                  | «Champagne»           | Hexum, Martinez, Mahoney | 3:04         |
| 8.                  | «Hostile Apostle»     | Hexum, Martinez          | 3:44         |
| 9.                  | «Wake Your Mind Up»   | Hexum, Sexton, Wills     | 3:12         |
| 10.                 | «Amber»               | Hexum                    | 3:29         |
| 11.                 | «Uncalm»              | Hexum, Mahoney, Martinez | 3:11         |
| 12.                 | «I'll Be Here Awhile» | Hexum, Martinez          | 3:28         |
| Общая длительность: | Общая длительность:   | Общая длительность:      | 40:00        |

| №   | Название             | Автор(ы)        | Длительность |
| --- | -------------------- | --------------- | ------------ |
| 13. | «Bomb The Town»      | Hexum, Martinez | 3:32         |
| 14. | «Dreamland»          | Hexum           | 1:14         |
| 15. | «We Do It Like This» | Hexum, Martinez | 2:46         |
| 16. | «Will The World»     | Hexum           | 1:05         |

## Синглы
| Год  | Название              | Позиция | Позиция | Позиция |
| Год  | Название              | US      | US Alt  | US Main |
| ---- | --------------------- | ------- | ------- | ------- |
| 2001 | «You Wouldn’t Beleve» | 120     | 7       | 32      |
| 2001 | «I’ll Be Here Awhile» | —       | 15      | —       |
| 2002 | «Amber»               | 103     | 13      | —       |

## Чарты и сертификации альбома
| Чарты        | Год    | Чарты         | Позиция              |
| ------------ | ------ | ------------- | -------------------- |
| Чарты        | 2001   | Billboard 200 | 10                   |
| Сертификация | Страна | Сертификация  | Продажи              |
| Сертификация | США    | Золотой       | более 500 тыс. копий |

## Участники записи
311
- Ник Гексум — вокал, ритм-гитара
- Дуглас «S.A.» Мартинес — вокал, тёрнтейбл
- Тим Махоуни — соло-гитара
- Аарон «P-Nut» Уиллс — бас-гитара
- Чед Секстон — ударные, перкуссия